# Кустанайський залізорудний район
Кустанайський залізорудний район — розташований на території Костанайської області Казахстану. Відкритий у 1930-х роках.

## Характеристика
Містить у собі родовища магнетитових руд (Качарське, Соколовське, Сарбайське, Куржункульське, Качарське та інші), оолітових бурих залізняків (Лисаківське, Аятське). Розвідані запаси 14,7 млрд т, в тому числі легкозбагачуваних магнетитових руд із вмістом 45-47% Fe — 5 млрд т.

## Технологія розробки
Працюють Соколовсько-Сарбайський, Лисаківський, Качарський гірничо-збагачувальні комбінати.